# 缅因州州旗
缅因州州旗为蓝底，中心为缅因州州徽。在州徽上有一个在松树下休息的麋鹿，松树象征新英格兰。左右为一个农民和一个海员，代表州的主要产业。最上方的北极星代表州格言“我领导”（Dirigo）。

## 历史

缅因州的第一面州旗

缅因州的第一面州旗启用于1901年，旗地为浅黄色，其上为一个代表北极星的蓝色五角星和象征新英格兰的松树。